# Nandura
Nandura là một thành phố và là nơi đặt hội đồng đô thị (municipal council) của quận Buldana thuộc bang Maharashtra, Ấn Độ.

## Địa lý
Nandura có vị trí 20°50′B 76°27′Đ / 20,83°B 76,45°Đ Nó có độ cao trung bình là 262 mét (859 feet).

## Nhân khẩu
Theo điều tra dân số năm 2001 của Ấn Độ, Nandura có dân số 37.470 người. Phái nam chiếm 51% tổng số dân và phái nữ chiếm 49%. Nandura có tỷ lệ 69% biết đọc biết viết, cao hơn tỷ lệ trung bình toàn quốc là 59,5%: tỷ lệ cho phái nam là 76%, và tỷ lệ cho phái nữ là 62%. Tại Nandura, 14% dân số nhỏ hơn 6 tuổi.